# GFK Tikveš Kavadarci
Gradski fudbalski klub Tikveš (makedonski: Градски Фудбалски Клуб Тиквеш), poznatiji kao GFK Tikveš, sjevernomakedonski je nogometni klub iz Kavadaraca. Trenutačno se natječe u Prvoj ligi Makedonije.

## Povijest

### Godine osnivanja
Tikveš je osnovan 1930. godine. U prvim godinama klub je uglavnom igrao prijateljske utakmice protiv lokalnih momčadi. Nakon Drugog svjetskog rata Tikveš se pridružio nacionalnom nogometnom savezu i igrao u Makedonskoj republičkoj ligi. U sezoni 1948./49. zauzeli su šesto mjesto. Daljnji manji uspjesi ostvareni su tijekom 1950-ih, iako se format lige često mijenjao. Kao treći u Makedonskoj republičkoj ligi, GFK Tikveš je 1955. prvi put ušao u drugu jugoslavensku ligu, ali je ponovno ispao nakon samo jedne sezone.

### Zlatna era i kraj Makedonske republičke lige
Najuspješnije godine kluba bile su kasne 1960-e i 1970-e kada je klub nastupao u regionalnim jugoslavenskim natjecanjima. Dvaput je postao prvak Makedonske republičke lige i četiri puta je bio viceprvak od 1962./63. do 1974./75. No, 1981. klub je prvi put neočekivano ispao u drugu makedonsku ligu, unatoč tome što je sezonu započeo kao jedan od favorita. Nakon dvije sezone u drugoj najvišoj regionalnoj ligi, klub se fuzionirao s novopromoviranim FK Borom i tako stekao pravo ponovnog starta u Makedonskoj republičkoj ligi. Tamo se klub etablirao i ponovno se plasirao 1988. godine, ali je Tikveš ponovno uspio izravno proći, a zatim i treće mjesto u Makedonskoj republičkoj ligi prošle sezone.

### Osnivač makedonske prve lige
Kao utemeljitelj nove Prve lige kao makedonske prve lige, Tikveš je u sezoni 1992./93. osvojio sedmo mjesto. U sezoni 2000./01. klub je bio nesolventan i sezonu je završio na dnu tablice sa samo 3 boda u 26 utakmica. Bilo je to teško vrijeme za klub, a u sezoni 2004./05. klub je ispao u Treću makedonsku ligu. Tek 2010. godine, kada je općina Kavadarci preuzela kontrolu nad klubom, klub je promoviran u Vtoru makedonsku ligu kao prvak. Malo je nedostajalo da prođu, ali su na kraju sezone 2011. završili na trećem mjestu. Tikveš se s godinama pojačao i u sezonu 2019. ušao s ambicijama za promociju. Klub je bio drugi i morao je ići u doigravanje, u kojem je klub u polufinalu pobijedio FK Labuništa 6:3, ali je tijesno izgubio u finalu od kluba Sileks Kratovo 2:3. U 2021. Tikveš je ponovno bio viceprvak Vtore makedonske lige i ponovno je morao u doigravanje protiv kluba Sileks Kratova. Ovaj put Tikveš je slavio s 1:0 i tako izborio plasman u Prvu makedonsku ligu.

## Uspjesi
Makedonska republička nogometna liga
- 1971./72., 1977./78.

Druga makedonska nogometna liga
- 2001./02.

Makedonski nogometni kup
- 2023./24.

## Vanjske poveznice
- stranica na macedonianfootball.com